# Hippocampus fuscus
Hippocampus fuscus is een  straalvinnige vissensoort uit de familie van zeenaalden en zeepaardjes (Syngnathidae). De wetenschappelijke naam van de soort is voor het eerst geldig gepubliceerd in 1838 door Rüppell.
Dit zeepaardje komt voornamelijk voor aan de kust van India, van Zuidwest-Azië en van  Oost-Afrika. Deze soort is voornamelijk bruin en heeft, met gekrulde staart, een lengte van 6-7 cm. 
De soort staat op de Rode Lijst van de IUCN als Onzeker, beoordelingsjaar 2003.